# Ingenieurschule für Luftfahrttechnik
Die Ingenieurschule für Luftfahrttechnik (IfL) war eine spezielle Lehranstalt mit Internatsbetrieb, die von 1937 bis 1945 begabte Metallfacharbeiter zu Ingenieuren für die deutsche Luftfahrtforschung und -industrie qualifizierte. Etwa 80 % der Studenten kamen aus Arbeiterhaushalten. Im Gegensatz zum Langemarck-Studium, das begabten Nichtabiturienten ein Hochschulstudium ermöglichen sollte, wurde bei der Ausbildung an der IfL eine politische Indoktrination weitgehend vermieden.

## Historischer Hintergrund
Während der Versailler Vertrag Konstruktion und Bau von Motorflugzeugen und sogar das Motorfliegen verbot, erlebte der Segelflug in der Zeit der Weimarer Republik eine stürmische Entwicklung. Pioniere des Segelflugs gründeten 1924 die Rhön-Rossitten-Gesellschaft (RRG), aus der die Deutsche Forschungsanstalt für Segelflug (DFS) hervorging, die von Walter Georgii zu einem bedeutenden Forschungszentrum der Luftfahrt in Deutschland ausgebaut wurde. Die Aufhebung der Beschränkungen des Versailler Vertrags 1926, aber vor allem dann die Aufrüstung der Wehrmacht nach der Machtergreifung, belebten die Nachfrage nach qualifizierten Ingenieuren für die Luftfahrtindustrie.

## Konzept der IfL

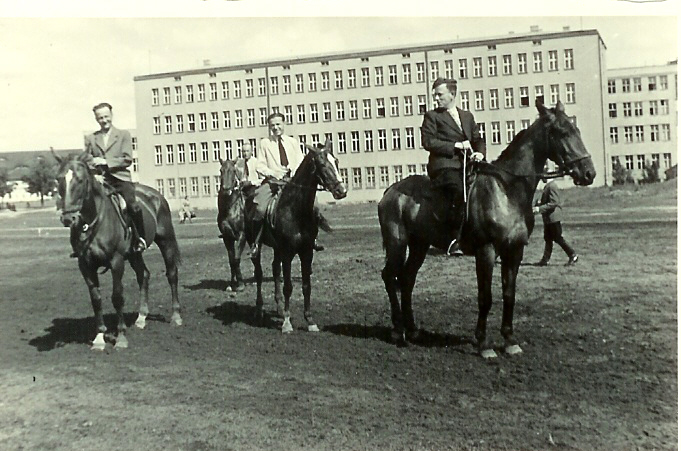
IfL-Dozenten beim Thorner Reit- u. Fahrverein

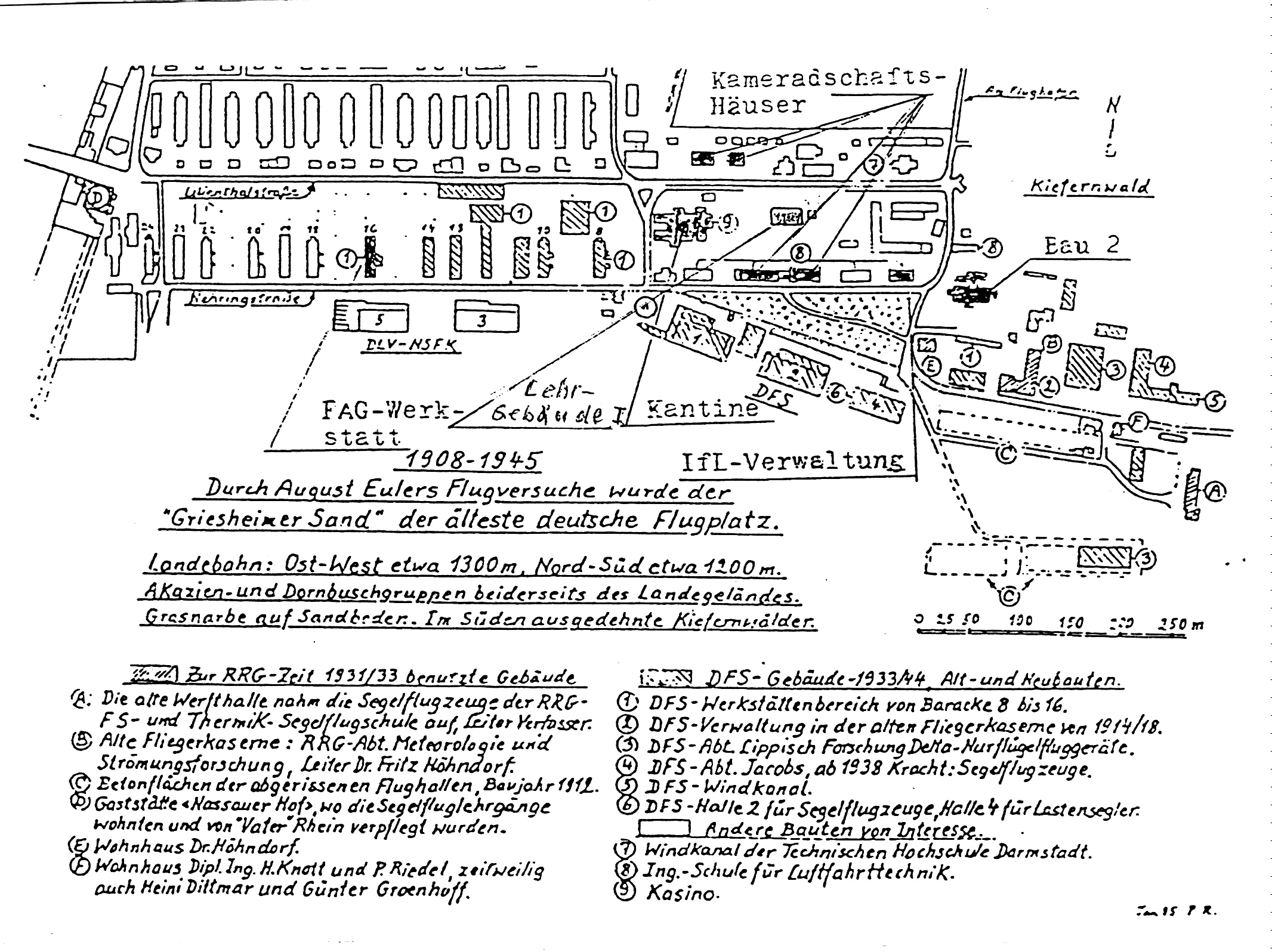
Lageplan der IfL-Gebäude beim Flugplatz Griesheim, 1937

Ziel der IfL war, diesen Bedarf zu decken und dabei nicht auf den Personenkreis zurückzugreifen, der ohnehin die Eingangsvoraussetzungen für ein Ingenieurstudium mitbrachte, sondern zusätzliche Reserven auszuschöpfen. Da geeignete Kandidaten aus dem Kreis erfahrener Metallfacharbeiter ausgesucht wurden, kam grundsätzlich ein sehr großer Personenkreis infrage.
Die Vorauswahl erfolgte durch Betriebe wie z. B. Junkers, Heinkel, Arado, Reichsbahn usw., die auch eine Art Bürgschaft für die Nominierung zu übernehmen hatten. Die IfL behielt das letzte Wort bei der Auslese und legte besonderen Wert auf charakterliche Eignung der Kandidaten.
Formale Zulassungsbedingungen waren erfolgreicher Besuch von Volksschule und Berufsschule, bestandene Gesellen- oder Facharbeiterprüfung und möglichst ein bis zwei Jahre Berufspraxis. Auch sollten die Kandidaten nicht verheiratet und nicht älter als 25 Jahre alt sein.
Eine weitere Aufnahmebedingung war eine mindestens seit zwei Jahren bestehende Zugehörigkeit zu „der Partei“ oder einer NS-Formation. Nach allen vorliegenden Quellen scheint der Einfluss der Partei auf den Auswahlprozess und den Schulbetrieb allerdings vergleichsweise gering gewesen zu sein. So war beispielsweise der Unterrichtsleiter kein Parteimitglied.
Um den Studenten eine volle Konzentration auf das Studium zu ermöglichen, war die Ausbildung kostenlos. Die Studenten erhielten während des Studiums – mit Ausnahme der Ferienzeit – auch kostenlose Unterbringung, Verpflegung und ein Taschengeld. Kostenlos waren auch die Schuluniformen.
Um die unterschiedlichen Voraussetzungen der ausgewählten Studenten auszugleichen, gab es ein Vorsemester, dem ein 5-semestriges Fachstudium folgte. Der Lehrplan vermied eine zu frühe Spezialisierung. Erst nach dem dritten Semester erfolgte die Verzweigung auf Flugzeugbau oder Motorenbau. Es galt die Prüfungsordnung für Vor- und Hauptprüfung der staatlichen Ingenieurschulen.
Der Schulbetrieb wurde durch vielfältige Sport- und kulturelle Angebote ergänzt. Die Flugtechnische Arbeitsgemeinschaft der IfL ermöglichte, wie an anderen Ingenieurschulen mit der Richtung Luftfahrt, sowohl den Bau von Segelflugzeugen als auch das praktische Fliegen.

## Geschichte
Die Entstehung der IfL geht vor allem auf Adolf Baeumker zurück, der 1927 als Referent für Forschung und Entwicklung in die Abteilung Luftfahrt des Reichsverkehrsministeriums (RVM) mit der Aufgabe eintrat, die deutsche Luftfahrt zu stärken. Schon 1931 entwickelte er in Gesprächen mit der Deutschen Versuchsanstalt für Luftfahrt (DVL), mit Mathias Bös von der „Flugwissenschaftlichen Vereinigung Aachen“ und mit Walter Fritsch, damals Dozent an der Ingenieurschule Dortmund, das Konzept der IfL. „1932 war endlich für die Abteilung Luftfahrt im Verkehrsministerium die Schaffung einer Spezialschule mit Blick auf die Luftfahrtforschung als dringend erforderlich und auch ausführbar klar.“ Nun benötigten die Verhandlungen mit den betroffenen Instanzen und die Vorbereitungsarbeiten allerdings noch fünf Jahre, bis das erste Semester am 1. Oktober 1937 starten konnte.
Schulträger der IfL wurde die Deutsche Forschungsanstalt für Segelflug (DFS) in Griesheim, die unter der Leitung von Walter Georgii stand und die Rechtsform eines eingetragenen Vereins hatte. Die IfL bezog daher ebenfalls in Griesheim (Flugplatz Griesheim) ihr Quartier und wurde als Abteilung 12 der DFS geführt. Alle ihre Kosten wurden von der Abteilung Luftfahrt im Verkehrsministerium, dem späteren Luftfahrtministerium, getragen. Das Erziehungsministerium hatte die Kontrollaufsicht. Leiter der Schule wurde Mathias Bös und Walter Fritsch der Unterrichtsleiter. Beide waren Schüler von Theodore von Kármán. Zuständig für die Studentenauswahl wurde Walter Gentsch, der Erfahrungen aus der Umschulung erwerbsloser Ingenieure am Kyffhäuser-Technikum Frankenhausen mitbrachte, aber auch bereits wesentliche Elemente des IfL-Konzepts erprobt hatte. Vorsitzender der Prüfungskommission war Prof. Georgii.
Bereits 1939 musste der Griesheimer Standort der Luftwaffe überlassen werden. Die IfL wurde behelfsmäßig auf dem Flugplatz Schönhagen untergebracht und übersiedelte 1940 nach Thorn im damaligen Danzig-Westpreußen. Der Sollzustand von Unterrichtsräumen, Werkstätten, Laboratorien und Unterkünften für 450 Studierende war erst nach etwa zwei Jahren erreicht. Wegen der näher rückenden Front wurde der Unterricht des Wintersemesters 1944/45 nach Stralsund in die dortige Hansa-Schule am Sund verlegt und im Januar 1945 der Standort Thorn freigegeben. Für das Sommersemester 1945 zog die IfL weiter nach Wyk auf Föhr. Hier ging auch nach der Kapitulation, mit Billigung der englischen Besatzungsmacht, der Unterricht weiter. Anfang August konnten noch ordnungsgemäße Abschlussprüfungen durchgeführt werden, und die letzten 60 Absolventen der IfL erhielten ihre Ingenieurszeugnisse. Am 17. August 1945 wurde die Ingenieurschule für Luftfahrttechnik endgültig geschlossen.

## Anerkennung des Ingenieurabschlusses
Es gab zwei mögliche Studienabschlüsse an der IfL:
- „Ingenieur des Maschinenbaues, Fachrichtung Luftfahrzeugbau“
- „Ingenieur des Maschinenbaues, Fachrichtung Flugzeugmotorenbau“

Da bei Kriegsende die Eintragung der IfL in die „Reichsliste der höheren Technischen Lehranstalten“ nicht abgeschlossen war, bedurfte es insbesondere des Engagements des Deutschen Gewerkschaftsbunds um eine Gleichstellung der ca. 530 Ingenieurabschlüsse der IfL mit denen der staatlichen Ingenieurschulen zu erreichen (Amtsblatt für Berlin Nr. 6/1970).